# Barrio Belgrano Norte
Barrio Belgrano Norte es un barrio situado en el distrito de Villa Bastías, Departamento Tupungato, Provincia de Mendoza. Se encuentra 2 km al norte de la cabecera distrital, sobre la Ruta Provincial 89. Se denomina así por encontrarse sobre la calle Belgrano Norte.